# Liste der Botschafter der Vereinigten Staaten in Nauru
Die Liste der Botschafter der Vereinigten Staaten in Nauru ist der Botschafter der Vereinigten Staaten von Amerika in Nauru. Von 1976 bis 1993 war der Botschafter in Australien akkreditiert. Seit 1996 ist er auch in Kiribati, Fidschi, Tonga und Tuvalu akkreditiert.

## Botschafter
| Amtszeit  | Name                      | Bemerkungen |
| --------- | ------------------------- | --- |
| 1974–1975 | Marshall Green            | Auch akkreditiert in Australien, stationiert in Canberra                                                                |
| 1976–1977 | James Ward Hargrove       | Auch akkreditiert in Australien, stationiert in Canberra                                                                |
| 1979–1981 | Philip Henry Alston Jr.   | Auch akkreditiert in Australien, stationiert in Canberra                                                                |
| 1981–1985 | Robert Dean Nesen         | Auch akkreditiert in Australien, stationiert in Canberra                                                                |
| 1987–1989 | Laurence William Lane Jr. | Auch akkreditiert in Australien, stationiert in Canberra                                                                |
| 1990–1993 | Melvin Floyd Sembler      | Auch akkreditiert in Australien, stationiert in Canberra                                                                |
| 1996–1997 | Don Lee Gevirtz           | Auch akkreditiert in Kiribati, Fidschi, Tonga und Tuvalu, stationiert in Suva                                           |
| 1999–2001 | M. Osman Siddique         | Auch akkreditiert in Kiribati, Fidschi, Tonga und Tuvalu, stationiert in Suva; Erster muslimischer Botschafter der USA. |
| 2001–2002 | Ronald Keith McMullen     | Auch akkreditiert in Kiribati, Fidschi, Tonga und Tuvalu, stationiert in Suva; Chargé d’Affaires ad interim             |
| 2004–2005 | David L. Lyon             | Auch akkreditiert in Kiribati, Fidschi, Tonga und Tuvalu, stationiert in Suva                                           |
| 2005–2008 | Larry Miles Dinger        | Auch akkreditiert in Kiribati, Fidschi, Tonga und Tuvalu, stationiert in Suva                                           |
| 2009–2011 | C. Steven McGann          | Auch akkreditiert in Kiribati, Fidschi, Tonga und Tuvalu, stationiert in Suva                                           |
| 2012–2015 | Frankie A. Reed           | Auch akkreditiert in Kiribati, Fidschi, Tonga und Tuvalu, stationiert in Suva                                           |
| 2015–2018 | Judith Beth Cefkin        | Auch akkreditiert in Kiribati, Fidschi, Tonga und Tuvalu, stationiert in Suva                                           |
| 2018–2019 | Michael B. Goldman        | Auch akkreditiert in Kiribati, Fidschi, Tonga und Tuvalu, stationiert in Suva; Chargé d’Affaires ad interim             |
| 2019–2021 | Joseph Cella              | Auch akkreditiert in Kiribati, Fidschi, Tonga und Tuvalu, stationiert in Suva                                           |
| 2021–2022 | Tony Greubel              | Auch akkreditiert in Kiribati, Fidschi, Tonga und Tuvalu, stationiert in Suva; Chargé d’Affaires ad interim             |
| 2022–     | Marie C. Damour           | Auch akkreditiert in Kiribati, Fidschi, Tonga und Tuvalu, stationiert in Suva                                           |